# François-Louis de Palatinat-Neubourg
François-Louis de Palatinat-Neubourg (en allemand Franz Ludwig von der Pfalz-Neuburg), né le 18 juillet 1664 à Neubourg-sur-le-Danube, mort le 6 avril 1732 à Breslau, est un prince-électeur et ecclésiastique allemand, membre de la maison de Wittelsbach.

## Carrière princière et ecclésiastique
Fils de l’électeur Palatin Philippe-Guillaume de Neubourg et d'Élisabeth-Amélie de Hesse-Darmstadt, sa carrière est grandement facilitée par les brillants mariages de ses sœurs.

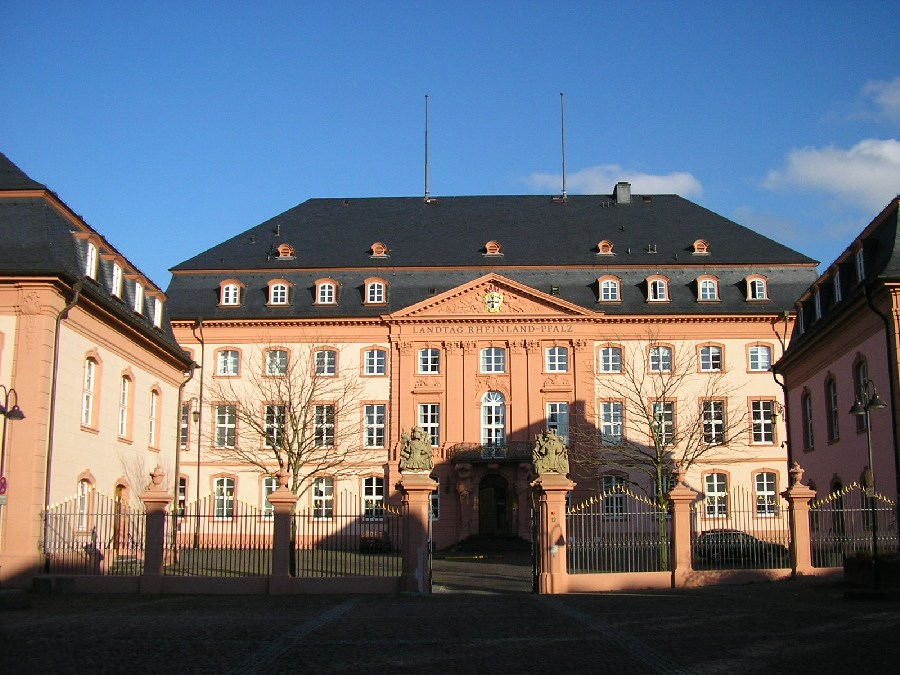
L’hôtel de l'ordre Teutonique à Mayence.

Alors qu'il n'a que 12 ans, en 1676, sa sœur aînée Éléonore-Madeleine épouse l'empereur Léopold Ier et, dès l'année suivante, donne à son époux et à l'Empire, l'héritier qu'ils attendaient désespérément. Elle est la mère des empereurs Joseph Ier et Charles VI. Deux autres sœurs de Franz-Ludwig, Marie-Sophie et Marie-Anne épousent l'une le roi du Portugal Pierre II, l'autre le roi d'Espagne Charles II.
François-Louis devient évêque de Breslau dès le 30 janvier 1683 (à 18 ans). Il succède dans cette fonction à son frère Wolfgang Georges Frédéric de Palatinat-Neubourg.
Le 12 juillet 1694, il est nommé évêque de Worms, et grand maître de l’ordre Teutonique le jour suivant, sous la protection de la dynastie des Habsbourg. Il succède dans ces deux fonctions à son autre frère Louis-Antoine de Palatinat-Neubourg. La même année il devient prévôt d'Ellwangen.
Le 5 novembre 1710, il est élu coadjuteur de Mayence.
Le 20 février 1716, il succède à un autre cousin et allié de l'empereur, Charles-Joseph de Lorraine, sur le trône archiépiscopal et électoral de Trèves. Il renonce à ce siège le 5 mars 1729, pour aller prendre possession de celui de Mayence, succédant à un autre fidèle allié impérial, Lothar Franz von Schönborn. À ce titre, il est également prince-électeur, primat d'Allemagne et un des trois archichanceliers du Saint-Empire romain germanique.
Il meurt en 1732 à l'âge de 68 ans et est enterré à Ostrów Tumski de Wrocław.

## Fondateur d'un régiment impérial
En tant que grand maître, il crée en 1696 le régiment d'infanterie impérial Hoch- und Deutschmeister, levé d'abord à Donauwörth en Souabe, cantonné ensuite à Sibiu en Transylvanie puis à Khoust en Transcarpatie, à la frontière de l'Empire ottoman, puis, de 1715 à 1730, dans les Pays-Bas autrichiens. Ce régiment, qui s'illustre notamment dans les guerres austro-turques, se maintiendra dans l'armée des Habsbourg jusqu'en 1918.

## Bâtiments
Il érige à Rouffach une maison de notable, actuellement institution Saint-Joseph, la logette porte les armoiries bûchées et illisibles.
En 1730 il pose la première pierre pour l’hôtel de l'ordre Teutonique, édifice baroque à côté du Rhin et de la ville de Mayence. Archevêque de Mayence depuis le 30 janvier 1729, il est aussi depuis 1694 grand maître de l’ordre Teutonique. En tant que tel, il fait bâtir une autre résidence personnelle à proximité du château des Princes-Électeurs, l’hôtel de l'ordre Teutonique. C’est sous le règne de François-Louis qu’a lieu le dernier agrandissement significatif du château de La Favorite (Mayence). Après la guerre de la Ligue d'Augsbourg il ordonne, entre autres, la restauration de la cathédrale de Worms et fonde un orphelinat.